# Kaman
Die Kaman Corporation, im eigenen Sprachgebrauch kurz Kaman genannt, ist ein US-amerikanisches Unternehmen mit Sitz in Bloomfield, im Bundesstaat Connecticut, das vor allem Hubschrauber entwickelt und herstellt.

## Geschichte
Das Unternehmen wurde 1945 von Charles Huron Kaman (1919–2011) als Kaman Aircraft Corporation gegründet und war zunächst in der Entwicklung von Hubschraubern tätig. Weitere Geschäftsfelder, überwiegend in den Bereichen Technik und Musik, kamen hinzu. Kaman beschäftigte im Jahr 2016 über 5.300 Mitarbeiter und erzielte einen Umsatz von 1,8 Milliarden US-Dollar. An der Technologiebörse NASDAQ ist Kaman als Aktiengesellschaft (Symbol: KAMN) gelistet. Neal J. Keating ist im Unternehmen seit September 2007 als Vorsitzender tätig. Keating war vorher bei Unternehmen wie GKN plc und Rockwell Collins.
Im Januar 2024 wurde Kaman von der Investmentfirma  Arcline Investment Management für 1,29 Milliarden US-Dollar übernommen.

## Konzernstruktur

### Kaman Aerospace

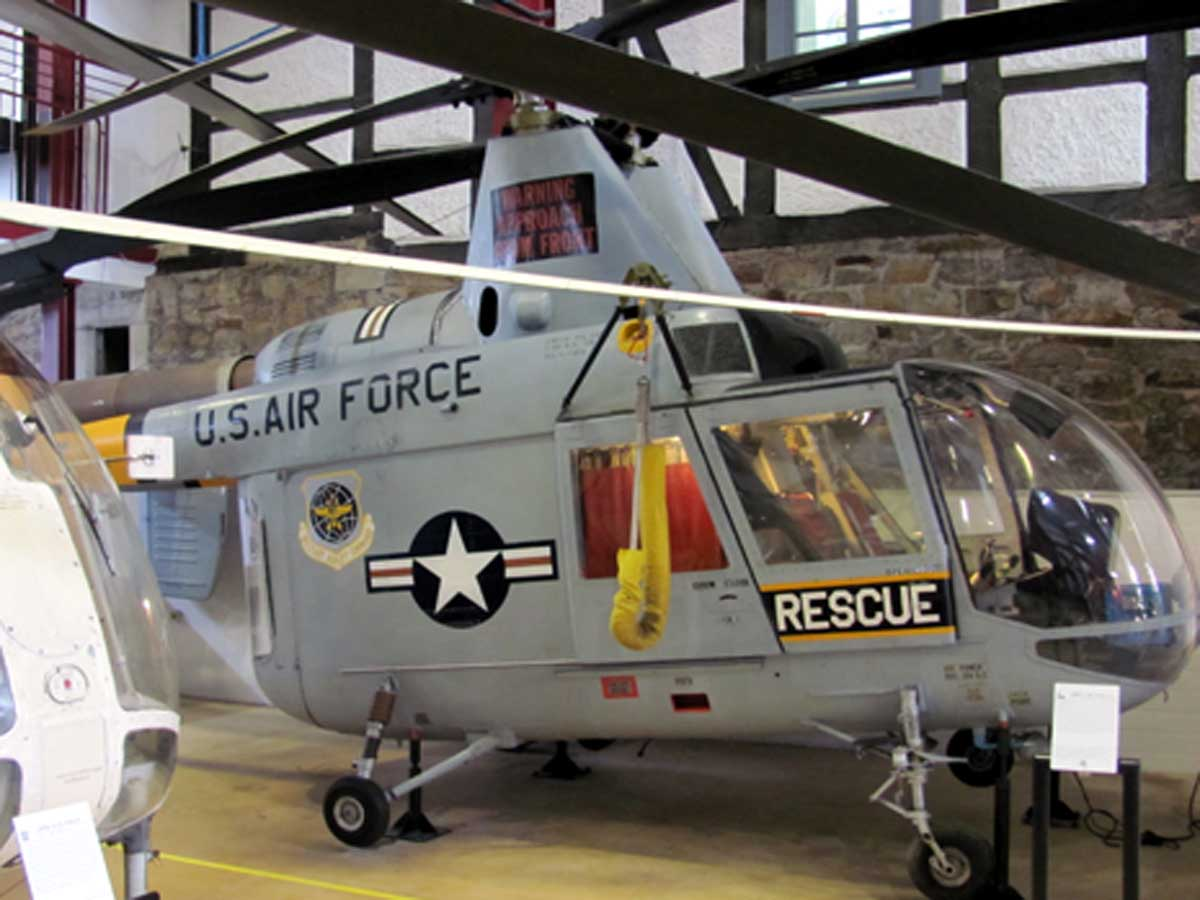
Kaman HH-43F Huskie im Hubschraubermuseum Bückeburg

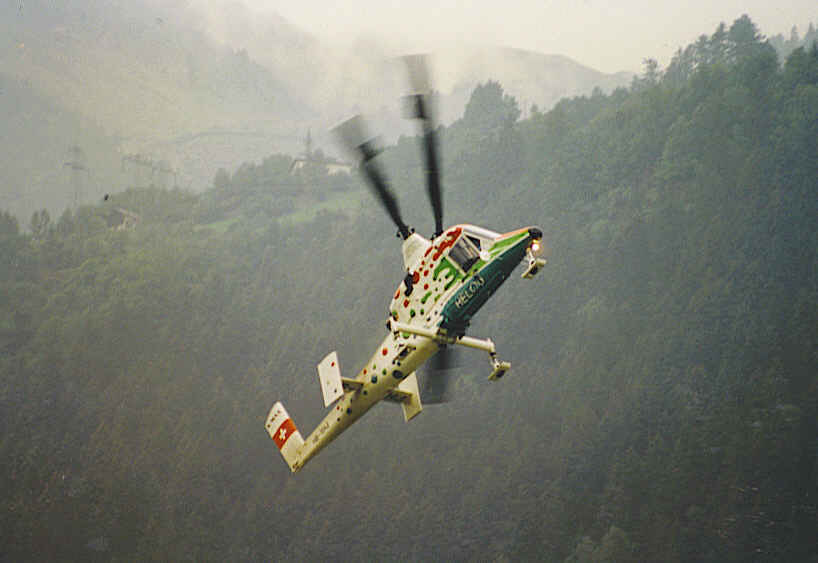
Kaman K-Max.

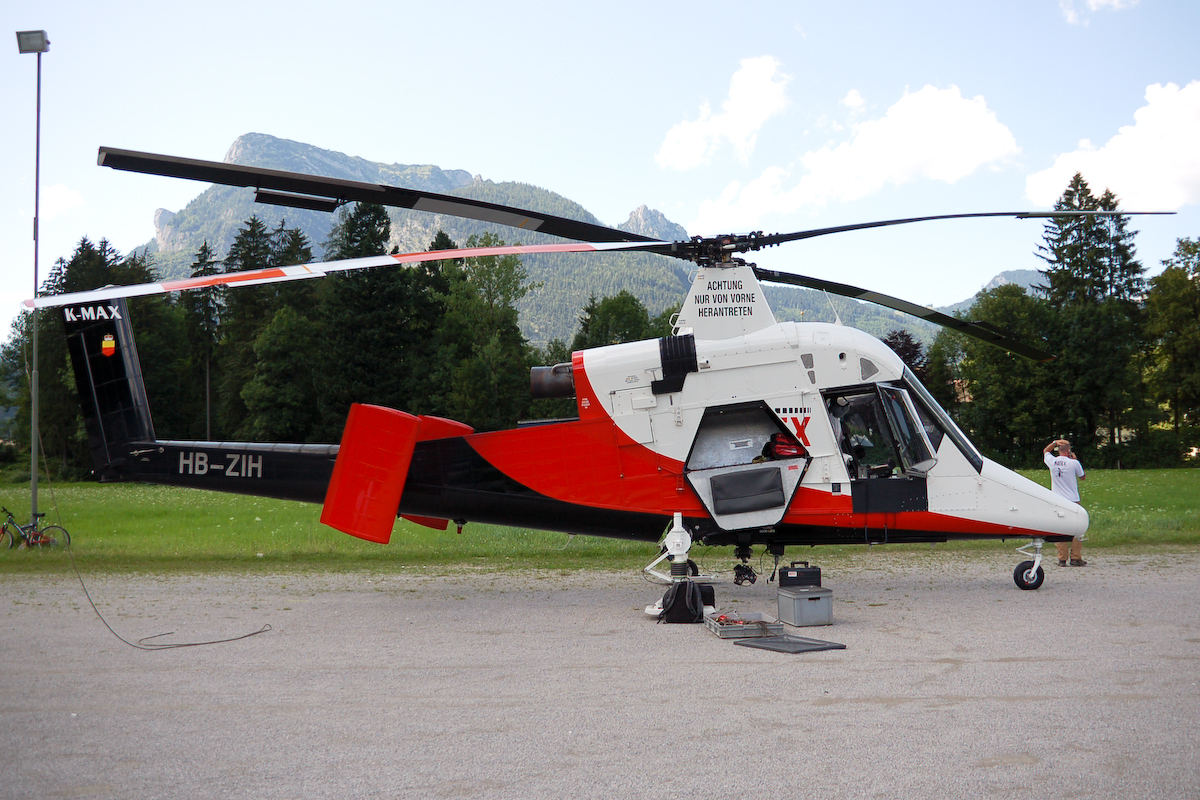
Kaman K-Max.

Die Kaman Aerospace Corporation ist die Hubschraubersparte von Kaman. Im Jahr 1945 vom Firmengründer im Alter von 26 Jahren in der Garage des Hauses seiner Mutter in West Hartford gegründet, legte er damit zugleich den Grundstein für die heutige Kaman Corporation.
Kaman brachte 1951 mit dem Typ K-225 den ersten Hubschrauber auf den Markt, der mit einer Gasturbine ausgerüstet war. Ein weiteres Modell von Kaman ist der K-Max, der besonders für Lastentransporte geeignet ist. Beide Typen besitzen, wie die Mehrzahl der Modelle von Kaman, die Besonderheit von ineinanderkämmenden Rotoren, den Flettner-Doppelrotor. Ein Heckrotor wird damit überflüssig, ohne die Nachteile von Koaxialrotor und Tandem-Konfiguration aufzuweisen. Kaman kannte das Flettner-Doppelrotor-Antriebssystem wahrscheinlich durch Kontakt mit Richard Prewitt, der sich im Auftrag der amerikanischen Regierung bereits vor dem Zweiten Weltkrieg in Deutschland über den Stand der Entwicklungen im Hubschrauberbau informierte. Zwar trafen sich Kaman und Anton Flettner nach 1947 in den USA gelegentlich, eine technische Zusammenarbeit hat es jedoch nie gegeben.
Kaman ist heute der einzige Hersteller eines Hubschraubers mit Flettner-Doppelrotor.

#### Typen
Folgende Hubschraubertypen wurden vom Unternehmen entwickelt und produziert:
- K-125
- K-190
- K-225
- K-240 (HTK-1)
- K-600 (HOK-1/HUK-1)
- K-600 (H-43A Huskie)
- K-600-3 (HH-43B Huskie II)
- K-600-5 (HH-43F Huskie)
- K-16B V/STOL Versuchsflugzeug
- K-17 Experimentalhubschrauber
- KSA-100 Aercab (Autogyro)
- K-1125 Huskie III (Zivilhubschrauber)
- K-20 (UH-2/SH-2 Seasprite)
- K-1200 K-MAX

### Kaman Industrial Technologies
In dieser Sparte sind alle Unternehmensteile für Entwicklung und Fertigung industrieller Bauteile zusammengefasst. Das Unternehmen fertigt unter anderem das Cockpit der Sikorsky UH-60 Black Hawk, Teile der Boeing C-17 und der Boeing 777 sowie Elektromotoren und Kleinteile.

### Kaman Music
Die Kaman Music Corporation, zu der auch die von Kaman 1966 gegründete Firma Ovation gehörte, war bis zum Dezember 2007 der größte Händler von Musikinstrumenten und Zubehör auf dem US-Markt. Über fünf Monate, beginnend im Juni 2007, verhandelte Kaman mit der Fender Musical Instruments Corporation (FMIC) über die Übernahme. Am 29. Oktober 2007 gab FMIC die Übernahme mitsamt dem Kaufpreis in Höhe von 117 Millionen US-Dollar bekannt.